# پرری هیل، شهرستان واشینگتن، تگزاس
پرری هیل، واشینگتن کانتی، تگزاس(به انگلیسی: Prairie Hill, Washington County, Texas) شهری در ایالت تگزاس از ایالات جنوبی ایالات متحده آمریکا است.